# Roger Federers tennissäsong 2013
Roger Federers tennissäsong 2013 var den schweiziska tennisspelaren Roger Federers sextonde professionella tennissäsong.
Federer hade skadebekymmer under säsongen och det var en av hans sämsta säsonger i karriären. Han nådde semifinal i Australiska öppna, kvartsfinal i Franska öppna, andra omgången i Wimbledon och fjärde omgången i US Open. I ATP World Tour Finals nådde han semifinal. Han vann bara en titel under året, hans lägsta antal sedan 2001, då han vann sin första titel. Hans enda titel under året blev Gerry Weber Open, där han finalbesegrade ryssen Mikhail Youzhny och vann sin sjätte titel i turneringen.

## Årssammanfattning

### Australiska öppna
I Australiska öppna vann Federer sina första fyra matcher mot Benoît Paire, Nikolay Davydenko, Bernard Tomic och Milos Raonic. Kvartsfinalen spelade Federer mot rivalen Jo-Wilfried Tsonga och vann en väldigt jämn femsetare, men semifinalen mot Andy Murray förlorade Federer i en ännu jämnare femsetare.

### Franska öppna

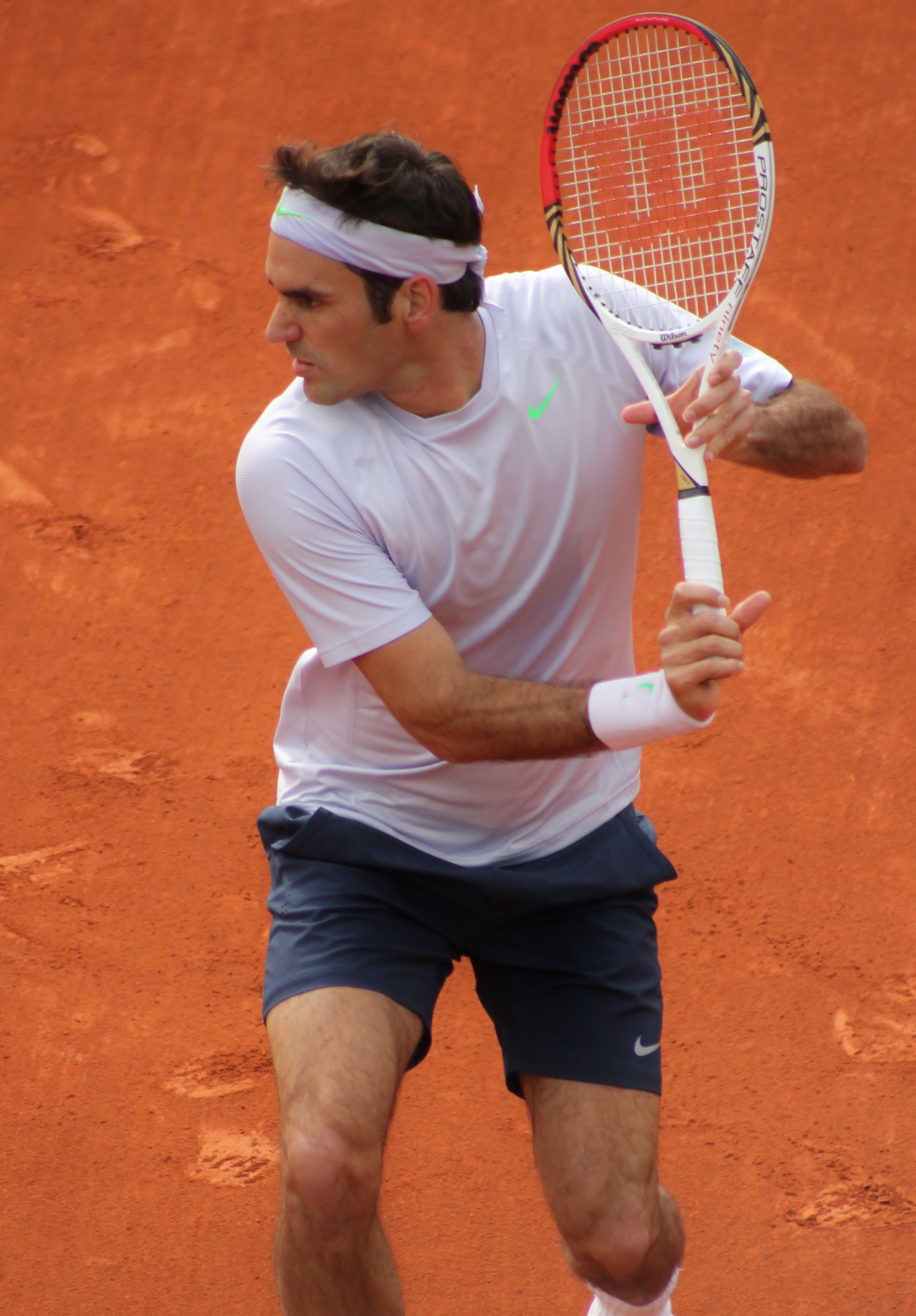
Federer spelar i Franska öppna 2013.

I Franska öppna vann Federer mot Pablo Carreño, sedan mot Somdev Devvarman och mot Julien Benneteau. Han vann alla tre matcherna på tre set. I fjärde matchen mot Gilles Simon vann Federer på fem set. I kvartsfinalen mot Jo-Wilfried Tsonga förlorade Federer på tre set med 5–7, 3–6, 3–6.

### Gerry Weber Open
Efter Franska öppna spelade Federer i Gerry Weber Open. Federer utklassade Mischa Zverev i kvartsfinalen med segersiffrorna 6–0, 6–0. I semifinalen mot tysken Tommy Haas vann Federer på tre set och kom till sin andra final under året, den första nådde han i Internazionali BNL d'Italia i Italien där han förlorade mot Rafael Nadal på två set. I finalen vann Federer mot ryssen Mikhail Youzhny på tre set med 6–7 (5–7), 6–3, 6–4 och vann sin första titel under året och sin sjätte titel i Halle. Det var Federers 77:e titel i karriären och han var nu delad trea med John McEnroe i antal titlar i den öppna eran. Vinsten i Halle skulle komma att bli Federers enda titel under säsongen.

### Wimbledon
I Wimbledon vann Federer första matchen stort mot Victor Hǎnescu. I andra matchen mot ukrainaren Sergiy Stakhovsky förlorade Federer oväntat på fyra set med 7–6 (7–5), 6–7 (5–7), 5–7, 6–7 (5–7). Federer hade inte åkt ut efter andra matchen i en Grand Slam-turnering sedan 2003 och det var även första gången på 37 Grand Slam-turneringar som kvartsfinalerna spelats utan Federer. Federer spelade sin 55:e raka Grand Slam-turnering i Wimbledon och Federer var nu den spelare som spelat näst flest Grand Slam-turneringar i följd, han var nu före svensken Stefan Edberg som spelade i 54 raka turneringar.

### US Open

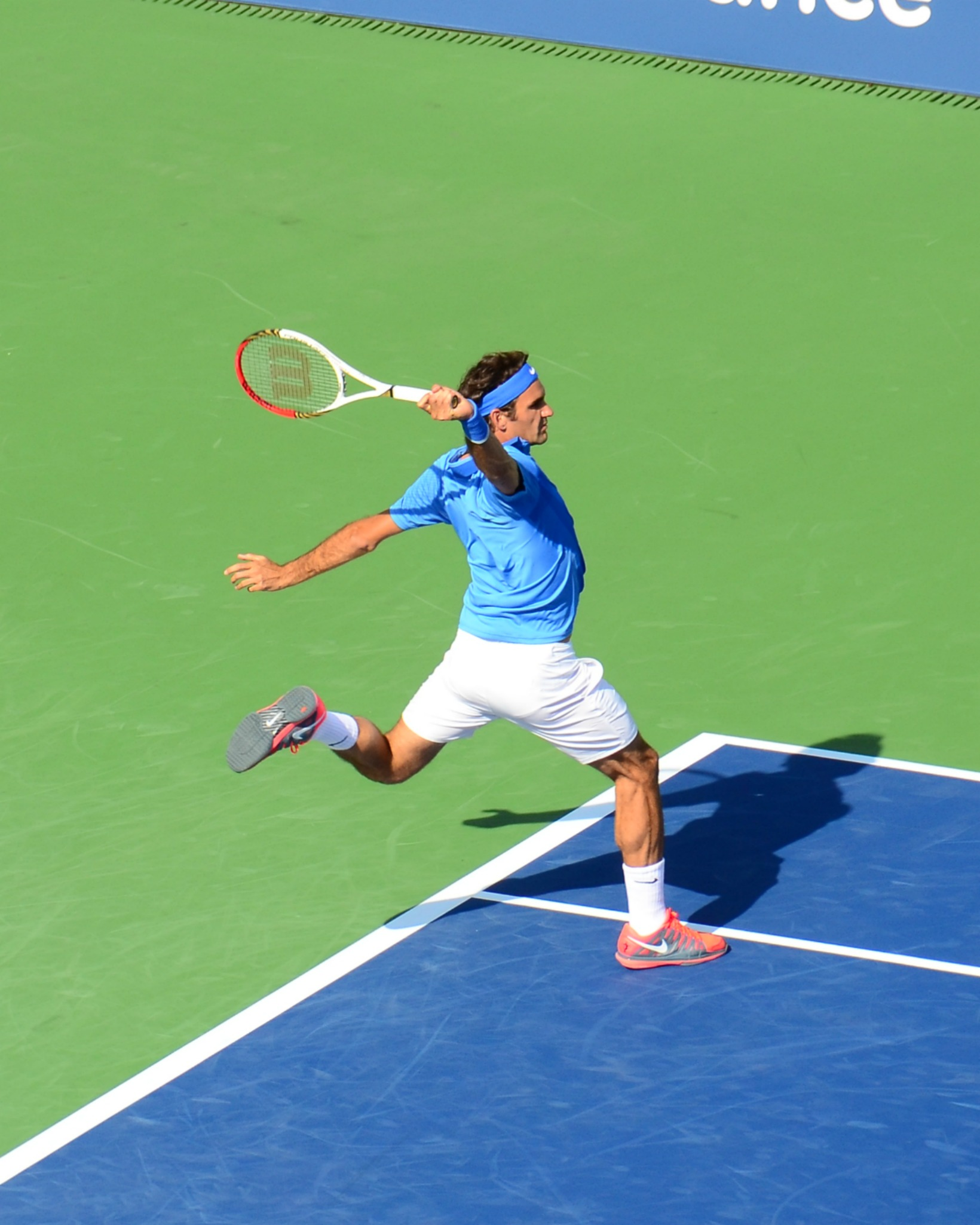
Federer spelar i US Open 2013.

Efter Wimbledon fortsatte Federers skadeproblem och han åkte ut tidigt i de turneringar han ställde upp i. I US Open vann Federer sina tre första matcher mot Grega Žemlja, argentinaren Carlos Berlocq och fransmannen Adrian Mannarino. Men i fjärde matchen förlorade Federer mot spanjoren Tommy Robredo på tre set med 6–7 (3–7), 3–6, 4–6.
Den 27 december 2013 tillkännagav Federer att Stefan Edberg skulle gå med i sitt lag som gemensam tränare med Severin Lüthi.